# Johann Strauss stariji
Johann Strauss stariji ili Johann Baptist (Beč, 14. ožujka 1804. – Beč, 25. rujna 1849.), austrijski je skladatelj i dirigent. Otac Johanna mlađeg, Josefa i Eduarda. Učio violinu, svirao u kapeli M. Pamera, 1819. postao član kvarteta J. Lannera, poslije njegov pomoćni dirigent. Od 1826. vodio vlastiti plesni orkestar s kojim je uspješno nastupao u nizu europskih zemalja. Od 1835. dirigent plesnih priredbi na bečkom dvoru. Stekao nadimak "otac valcera", R. Wagner nazvao ga je "demonom bečkoga glazbenog duha" i "čarobnim vođom orkestra". Uz 150-ak valcera, skladao četvorke (34), galope (29), polke (14; Kathinka-Polka; Frederica-Polka), koračnice (16; Radetzky-Marsch; Jellacic-Marsch).